# Heinrich Dittel
Heinrich Dittel (* 25. September 1937) ist ein ehemaliger deutscher Fußballspieler, der von 1963 bis 1971 in der damals zweitklassigen Fußball-Regionalliga Süd beim KSV Hessen Kassel 236 Ligaspiele (3 Tore), zumeist als Mittelläufer im damaligen WM-System, absolviert hat. Im Debütjahr der Regionalliga Süd, 1963/64, gewann Dittel mit Kassel die Meisterschaft. Seine höherklassige Laufbahn hatte der Abwehrspieler bei Viktoria Aschaffenburg ab 1958 in der Fußball-Oberliga Süd (19-0) eröffnet und von 1960 bis 1963 in der 2. Liga Süd fortgesetzt.

## Karriere

### Anfänge und Oberliga Süd, bis 1963
Bei seinem Heimatverein SV Groß-Umstadt, beheimatet im ehemaligen Landkreis Dieburg, begann der Schüler „Heiner“ Dittel mit dem Fußballspiel im Verein. Noch vor seinem 21. Geburtstag unterschrieb der talentierte Abwehrspieler bei Viktoria Aschaffenburg einen Vertrag für die Oberliga Süd. Bei den weiß-blauen Mainfranken debütierte Dittel am 22. März 1959 bei einer 0:1-Heimniederlage gegen Eintracht Frankfurt in der damals erstklassigen Oberliga Süd. Vor 15.000 Zuschauern im Stadion am Schönbusch stürmte der vormalige Amateur aus Groß-Umstadt an der Seite von Mitspielern wie Torhüter Otmar Groh und Mittelläufer Egon Horst aber noch auf Rechtsaußen. Nach dem Oberligaabstieg 1960 – Aschaffenburg spielte am letzten Spieltag der Saison 1959/60 beim punktgleichen Ulm 1846 1:1-Remis und stieg mit dem schlechteren Torverhältnis gegenüber Ulm ab – sammelte er noch drei Jahre als Mittelläufer und Abwehrchef in der 2. Liga Süd bei der Viktoria Erfahrung, ehe er zur Saison 1963/64 einen neuen Vertrag in Kassel vor dem Start zur neu eingeführten Regionalliga Süd unterschrieb.

### Hessen Kassel, 1963 bis 1971
Neben Abwehrspieler Dittel kam aber auch noch vom Hamburger SV der ehemalige DDR-Nationalspieler Rolf Fritzsche als Spielmacher und der junge Flügelstürmer Gerd Becker vom FV Breidenbach zum KSV. Fritzsche spielte nun wieder an der Seite seines alten Freundes Horst Assmy. Die Hessen wurden Meister in der Regionalliga Süd und Dittel hatte lediglich in einem der 38 Verbandsspiele gefehlt. Mit 55:21 Punkten verwiesen sie den hohen Favoriten FC Bayern München mit Dieter Brenninger und Rainer Ohlhauser im Angriff mit drei Punkten Vorsprung auf den 2. Tabellenplatz und zogen in die erste Aufstiegsrunde zur Bundesliga ein. Den Aufstieg in die Bundesliga verpassten die Kasseler aber ebenso wie die favorisierte Mannschaft von Bayern München. Hannover 96 setzte sich mit Trainer Helmut Kronsbein durch. Das erste BL-Aufstiegsrundenspiel verlor Kassel am 6. Juni vor 37.000 Zuschauern im randvollen Auestadion mit 1:2 gegen Hannover. Die 1:0-Halbzeitführung der Gastgeber verwandelte Werner Gräber in der zweiten Halbzeit in den 2:1-Endstand für den Nord-Vizemeister um. Dittel konnte aber für sich in Anspruch nehmen, dass es Sturmtank Walter Rodekamp zu keinem Treffer brachte. Das zweite Gruppenspiel gewann der süddeutsche Meister mit 2:1 bei Alemannia Aachen, wo Könner wie Josef Martinelli, Willi Bergstein und Christian Breuer unbedingt den Bundesligaaufstieg anstrebten. Die alten Mannschaftskameraden von Rolf Fritzsche vom FK Pirmasens, unter Führung deren Spielmachers Helmut Kapitulski, entführten im zweiten Heimspiel am 14. Juni aber ebenfalls zwei Punkte aus dem Kasseler Aue-Stadion und minimierten damit die Aufstiegshoffnungen der Hessen dramatisch. Mittelstürmer Hugo Dausmann erzielte dabei gegen Abwehrchef Dittel zwei Treffer. Es folgten zwei Erfolge gegen den FKP (4:2) und Aachen (2:0), aber das Schlussspiel wurde am 28. Juni in Hannover ausgetragen. Vor 70.000 Zuschauern setzte sich Hannover 96 im Niedersachsenstadion mit 3:1 durch und stieg in die Bundesliga auf.
Bis zur Runde 1969/70 spielte Mittelläufer Dittel an der Seite von Spielmacher Rolf Fritzsche. Von Saison zu Saison waren die zwei Routiniers mehr und mehr von jungen Nachwuchstalenten umgeben. Fritzsche beendete mit 37 Jahren seine höherklassige Laufbahn und das Abwehrurgestein Dittel hängte noch die Runde 1970/71 dran. Unter Trainer Heinz Baas verpassten der KSV knapp die Vizemeisterschaft und den zweiten Einzug in die Bundesligaaufstiegsrunde. Zwei Punkte Vorsprung vor Kassel wies den Karlsruher SC am Rundenende als Vizemeister aus. Mit Mannschaftskollegen wie Torhüter Rolf Birkhölzer, Alfred Resenberg, Holger Brück, Gerhard Grau, Reinhard Adler und Reiner Künkel absolvierte der fast 34-jährige Dittel nochmals 21 Regionalligaspiele. Ein Höhepunkt am Ende seiner Ligakarriere war für „Heiner“ Dittel das DFB-Pokalspiel am 13. Dezember 1970 gegen den FC Bayern München. Vor 34.000 Zuschauern rang das Team um Spielführer und Stopper Dittel den Bayern – mit dem Trio Sepp Maier, Franz Beckenbauer, Gerd Müller – ein 2:2 nach Verlängerung ab. Einen Tag vor Weihnachten, am 23. Dezember, verlor der KSV das Wiederholungsspiel in München mit 0:3; da unterlief Dittel in der 44. Minute ein Eigentor zum 3:0-Heimerfolg der Bayern.
Nach Rundenschluss beendete Dittel seine achtjährige Vertragsspielerlaufbahn beim KSV Hessen Kassel und schloss sich Viktoria Aschaffenburg zur Serie 1971/72 in der Hessenliga an. Nach einer Runde in Aschaffenburg folgte er dem Ruf aus seiner Heimatgemeinde Groß-Umstadt und übte bei seinem Heimatverein SV bis 1976 das Amt des Spielertrainers aus.